# Municipio de Kewanee
El municipio de Kewanee (en inglés: Kewanee Township) es un municipio ubicado en el condado de Henry en el estado estadounidense de Illinois. En el año 2010 tenía una población de 10162 habitantes y una densidad poblacional de 108,44 personas por km².

## Geografía
El municipio de Kewanee se encuentra ubicado en las coordenadas 41°16′26″N 89°55′10″O / 41.27389, -89.91944. Según la Oficina del Censo de los Estados Unidos, el municipio tiene una superficie total de 93.71 km², de la cual 93.66 km² corresponden a tierra firme y (0.05%) 0.05 km² es agua.

## Demografía
Según el censo de 2010, había 10162 personas residiendo en el municipio de Kewanee. La densidad de población era de 108,44 hab./km². De los 10162 habitantes, el municipio de Kewanee estaba compuesto por el 85.79% blancos, el 5.21% eran afroamericanos, el 0.34% eran amerindios, el 0.31% eran asiáticos, el 0.03% eran isleños del Pacífico, el 5.7% eran de otras razas y el 2.63% pertenecían a dos o más razas. Del total de la población el 11.93% eran hispanos o latinos de cualquier raza.